# 雅克·勒苏尔纳
雅克·勒苏尔纳（法語：Jacques Lesourne，1928年12月26日—2020年3月1日），法国经济学家，《世界报》原社长。

## 生平
1928年生于拉罗谢尔，曾在巴黎综合理工学院学习，1953年毕业于国立巴黎高等矿业学校，受教于诺贝尔奖得主莫里斯·阿莱教授。1954年至1957年，任法国煤矿公司经济部主任。1958年至1975年，任塞马集团总经理。期间，他出版了一些关于经济学和前景预测的书籍。最早的一批著作包括《经济技术和工业管理》（1958年）和《经济计算》（1964年）。1976年至1979年，任经济合作与发展组织未来项目部主任。1974年至1998年，任法国国立工艺学院经济学教授。1991年至1994年，担任《世界报》社长。1989年当选欧洲科学院院士。2000年参与成立法国技术学会。2008年获授指挥官级法國榮譽軍團勳章。2010年11月，被任命为法国计划总署的前景研究与国际信息中心董事会成员。2020年3月1日在巴黎逝世，终年91岁。